# Wendy (cantante)
Wendy (웬디?, Wen-diLR, WentiMR), pseudonimo di Shon Seung-wan (손승완?, 孫勝完?, Son Seung-wanLR, Son SŭngwanMR; Seul, 21 febbraio 1994), è una cantante sudcoreana.
Dal 2014 è un membro del gruppo musicale Red Velvet. Il 5 aprile 2021 ha fatto il suo debutto da solista con l'EP Like Water.

## Discografia

### EP
- 2021 – Like Water
- 2024 – Wish You Hell

### Singoli
- 2018 – Written In The Stars (con John Legend)
- 2021 – When This Rain Stops
- 2021 – Like Water

### Collaborazioni
- 2015 – One Dream One Korea (con vari artisti)
- 2016 – Spring Love (con Eric Nam)
- 2016 – Have Yourself a Merry Christmas (con Moon Jung-jae and Nile Lee)
- 2016 – Sound of Your Heart (con Seulgi, Sunny, Luna, Yesung, Taeil e Doyoung)
- 2017 – Doll (con Kangta e Seulgi)
- 2017 – The Little Match Girl (con Baek A-yeon)
- 2018 – One Summer (con Yang Da-il)
- 2018 – Written in the Stars (con John Legend)
- 2019 – This Is Your Day (for every child, UNICEF) (con vari artisti)

## Riconoscimenti
| Anno | Premio                              | Categoria                                         | Ricevente      | Risultato       | Ref.  |
| ---- | ----------------------------------- | ------------------------------------------------- | -------------- | --------------- | ----- |
| 2016 | Mnet Asian Music Awards             | Miglior Collaborazione                            | "Spring Love"  | Candidato/a     | [ 2 ] |
| 2019 | 2019 Annual Fresh Asia Music Awards | TOP 10 canzone d'oro dell'anno dell'Asia Pacifico | "What If Love" | Vincitore/trice |       |

## Filmografia

### Film
- SMTown: The Stage (SMTOWN THE STAGE), regia di Bae Sung-sang (2015)

### Televisione
- Tae-yang-ui hu-ye (태양의 후예) - serie TV (2016)

## Programmi televisivi
- Pops in Seoul (팝스 인 서울) - programma televisivo (2014)
- Let's Go! Dream Team Season 2 (출발 드림팀 - 시즌 2) - programma televisivo (2014)
- Hidden Singer 3 (히든싱어 시즌3) - programma televisivo, episodi 3, 13 (2014)
- Hello Counselor (안녕하세요 시즌1) - programma televisivo, episodi 188, 267, 334 (2014, 2016, 2017)
- Exo 90:2014 - programma televisivo, episodio 8 (2014)
- Weekly Idol (주간 아이돌) - programma televisivo, episodi 168, 217, 242, 267, 331, 369, 422 (2014, 2015, 2016, 2017, 2018, 2019)
- Show! Eum-ak jungsim (쇼! 음악중심) - programma televisivo, episodi 437, 450, 472, 474-475 (2014, 2015)
- Music Bank (뮤직뱅크) - programma televisivo, episodi 779, 781-782, 785 (2015)
- Inkigayo (SBS 인기가요) - programma televisivo, episodio 810 (2015)
- M Countdown (엠 카운트다운) - programma televisivo, episodi 420-421, 424-425, 433, 438-439, 444-448, 456, 462 (2015, 2016)
- We Got Married 4 (우리 결혼했어요) - programma televisivo, episodi 276, 288, 290, 293, 295-297, 303, 306 (2015, 2016)
- YamanTV (야만TV) - programma televisivo, episodio 14 (2015)
- After School Club - programma televisivo, episodi 113, 154, 250 (2015, 2016, 2018)
- A Song For You 4 (글로벌 리퀘스트 쇼 어송포유 4) - programma televisivo, episodio 12 (2015)
- Vitamin (비타민) - programma televisivo, episodio 610 (2015)
- Daily Taengoo Cam (일상의 탱구캠) - programma televisivo, episodi 1-2 (2015)
- Immortal Songs: Singing the Legend (불후의 명곡 - 전설을 노래하다) - programma televisivo, episodi 223-224 (2015)
- 2015 SBS Gayo Daejeon (2015 SBS 가요대전) - programma televisivo (2015)
- 2015 MBC Music Festival: Encyclopedia of Music (2015 MBC 가요대제전: 가요대백과) - programma televisivo (2015)
- Two Yoo Project Sugar Man (투유 프로젝트 - 슈가맨) - programma televisivo, episodio 13 (2016)
- Bongmyeon ga-wang (미스터리 음악쇼 복면가왕) - programma televisivo, episodi 43, 225-226 (2016, 2019)
- 2016 Idol Star Olympics Championships New Year Special (2016 아이돌스타 육상 씨름 풋살 양궁 선수권대회) - programma televisivo (2016)
- Men on a Mission (아는 형님) - programma televisivo, episodi 21, 84, 139 (2016, 2017, 2018)
- National Chef Team (셰프 원정대 - 쿡가대표) - programma televisivo, episodi 11-13 (2016)
- Problematic Men (문제적남자) - programma televisivo, episodio 77 (2016)
- Trick & True (트릭 & 트루) - programma televisivo, episodi 1-15 (2016-2017)
- Two Man Show (양남자쇼) - programma televisivo, episodio 4 (2016)
- Phantom Singer (팬텀싱어) - programma televisivo, episodio 5 (2016)
- Idol Party: Under The Sky Without a Mother (아이돌잔치) - programma televisivo, episodio 5 (2016)
- Empty The Convenience Store (편의점을 털어라) - programma televisivo (2017)
- Girl Group Battle (걸그룹 대첩-가(歌)문의 영광) - programma televisivo (2017)
- 2017 Idol Star Athletics Archery Rhythmic Gymnastics Aerobics Championships (아이돌스타 육상 선수권대회 2017년) - programma televisivo (2017)
- Abnormal Summit 2 (비정상회담 시즌2) - programmi televisivo, episodio 135 (2017)
- Running Man (런닝맨) - programma televisivo, episodio 338 (2017)
- Singderella (싱데렐라) - programma televisivo, episodio 15 (2017)
- Two Man Show (양남자쇼) - programma televisivo, episodio 2 (2017)
- Sister's Slam Dunk 2 (언니들의 슬램덩크2) - programma televisivo, episodio 4 (2017)
- K-RUSH (KBS World Idol Show K-RUSH) - programma televisivo, episodi 1-4 (2017)
- The Dynamic Duo (공조7) - programma televisivo, episodio 7 (2017)
- Idol Drama Operation Team (아이돌 드라마 공작단) - programma televisivo, episodio 6 (2017)
- Snowball Project (눈덩이 프로젝트) - programma televisivo (2017)
- Fantastic Duo 2 (판타스틱 듀오 시즌2) - programma televisivo, episodi 17, 26 (2017)
- Saturday Night Live Korea 9 (SNL 코리아9) - programma televisivo, episodio 17 (191) (2017)
- LEVEL UP PROJECT! (레벨업 프로젝트) - programma televisivo (2017)
- Oppa Thinking (오빠생각) - programma televisivo, episodio 11 (2017)
- Master Key (마스터 키) - programma televisivo, episodio 5 (2017)
- K-RUSH 2 (KBS World Idol Show K-RUSH Season 2) - programma televisivo, episodio 6 (2017)
- LEVEL UP PROJECT! 2 (레벨업 프로젝트2) - programma televisivo (2018)
- Two Yoo Project Sugar Man (투유 프로젝트 - 슈가맨) - programma televisivo, episodio 3 (2018)
- Idol Star Athletics Championships (아이돌 스타 육상 선수권대회) - programma televisivo (2018)
- I Can See Your Voice 5 (너의 목소리가 보여 시즌5) - programma televisivo, episodio 4 (2018)
- Talkmon (토크몬) - programma televisivo, episodi 7-8 (2018)
- Battle Trip (배틀트립) - programma televisivo, episodi 101-103 (2018)
- Yu Huiyeol’s Sketchbook (유희열의 스케치북) - programma televisivo, episodio 394 (2018)
- Busted! (범인은 바로 너!) - programma televisivo, episodio 6 (2018)
- Red Velvet Eye Contact Cam 1 (레드 벨벳- 아이컨택캠) - programma televisivo (2018)
- Super Junior's Super TV 2 (슈퍼TV2) - programma televisivo, episodio 10 (2018)
- LEVEL UP PROJECT! 3 (레벨업 프로젝트3) - programma televisivo (2018)
- Idol Room (아이돌룸) - programma televisivo, episodi 15, 56 (2018, 2019)
- 2018 Idol Star Athletics Championships Chuseok Special (2018 아이돌스타 육상 볼링 양궁 리듬 체조 족구 선수권 대회) - programma televisivo (2018)
- The Return of Superman (슈퍼맨이 돌아왔다) - programma televisivo, episodio 246 (2018)
- Pajama Friends (파자마 프렌즈) - programma televisivo, episodi 5-7 (2018)
- Amazing Saturday (놀라운 토요일) - programma televisivo, episodio 36 (2018)
- Red Velvet Eye Contact Cam (레드 벨벳- 아이컨택캠) - programma televisivo (2018)
- Let's Eat Dinner Together (한끼줍쇼) - programma televisivo, episodio 109 (2018)
- Idol League (아이돌 리그) - programma televisivo, episodio 42 (2019)
- 2019 Idol Star Athletics Championships (2019아이돌스타 육상 볼링 양궁 리듬 체조 족구 선수권 대회) - programma televisivo (2019)
- Stage K (스테이지K) - programma televisivo, episodio 1 (2019)
- Everyone's Kitchen (모두의 주방) - programma televisivo, episodio 8 (2019)
- Love Me Actually (호구의 연애) - programma televisivo, episodi 6-8 (2019)
- 300 X2 (300 엑스투) - programma televisivo, episodio 8 (2019)
- Mother's Touch: Korean Side Dishes (수미네 반찬) - programma televisivo, episodio 58 (2019)
- 2019 Chuseok Idol Star Championships (2019 추석특집 아이돌스타 선수권대회) - programma televisivo (2019)
- Walk, Fly, Ride with Red Velvet - programma televisivo (2019)
- SJ Returns 3 (슈주 리턴즈 3) - programma televisivo, episodi 28-29 (2019)
- ReVe Festival FINALE - programma televisivo (2019)
- 2020 Lunar New Year Idol Star Championships (2020 설특집 아이돌스타 선수권대회) - programma televisivo (2020)
- Mystical Record Shop (신비한 레코드샵) - programma televisivo (2021)
- Seulgi.Zip (슬기 zip) - programma televisivo, episodio 25 (2021)
- Queendom Restaurant - programma televisivo (2021)
- Saturday Night Live Korea 10 (SNL 코리아10) - programma televisivo (2021)
- First time (처음인데 뭐하지?) - programma televisivo (2021)
- 2021 KBS Song Festival (2021 KBS 가요대축제) - programma televisivo (2021)